# Mihail Golu
Mihail Golu (n. 4 martie 1934, Bumbești-Pițic, Gorj, România) este un fost deputat român în legislatura 1990-1992 ales pe listele FSN și în legislatura 1992-1996, ales în municipiul București pe listele partidului PDSR. Între 1991-1992 a fost ministru al învățământului în guvernul Stolojan (1). În legislatura 1992-1996 a fost deputat PDSR de Gorj. Între 19 noiembrie 1992 - 28 august 1993 a deținut funcția de ministru al culturii în cabinetul Văcăroiu.

## Carieră științifică
În 1952 a absolvit Liceul Pedagogic din Târgu-Jiu, obținând diploma de învățător. A absolvit, în anul 1958, Facultatea de Psihologie de la Universitatea Lomonosov din Moscova, după care a fost repartizat la Facultatea de Psihologie a Universității din București, unde a parcurs toate treptele ierarhiei didactice, de la preparator la profesor titular (1990).
A obținut titlul științific de doctor în psihologie în 1968 cu teza Contribuții la studiul teoretic și experimental al dinamicii percepției.
În 1973 a efectuat un stagiu de studii avansate postdoctorale la Universitatea Carnegie-Mellon din SUA, specializându-se în psihologie cibernetică și informațională.
În perioada 1980 - 1981, Mihail Golu a fost implicat în experimentul de evaluare al meditației transcedentale. Acest experiment a fost acceptat la început de regimul.  Ulterior, regimul comunist a condamnat acest experiment iar Mihail Golu a fost concediat din Universitate și a devenit muncitor necalificat la Uzinele Vulcan din București. Trei ani mai târziu, Mihail Golu a primit permisiunea să lucreze ca psiholog principal în Ministerul Transporturilor. Mihail Golu și-a relaut cariera didactică după 1989. 
Între anii 1990 și 2001 a fost președinte al Asociației Psihologilor din România.
În prezent este  profesor la Universitatea Spiru Haret și la Universitatea din București.

## Scrieri
- Percepție și activitate, București, Ed. Științifică 1971
- Principii de psihologie cibernetică, București, Ed. Științifică și Enciclopedică, 1975
- Bazele neurofiziologice ale psihicului, București, Ed. Științifică, 1982
- Dinamica personalității, București, Ed. Geneze, 1993
- Bazele psihologiei generale, București, Ed. Universitară, 2002

## Premii și distincții
Președintele României Ion Iliescu i-a conferit lui Mihail Golu la 10 decembrie 2004 Ordinul național Pentru Merit în grad de Cavaler, „pentru contribuțiile deosebite în activitatea artistică și culturală din țara noastră, pentru promovarea civilizației și istoriei românești”.